# Підстепне (станція)
Підсте́пне — проміжна залізнична станція Криворізької дирекції Придніпровської залізниці на лінії Апостолове — Запоріжжя II між станціями Тік (9 км) та Чортомлик (10 км). Розташована за 1 км від села Грушівка Криворізького району Дніпропетровської області.

## Історія
Станція відкрита 1904 року. Назва походить від розташування станції — під степом або від місця, де починався степ.

## Пасажирське сполучення
На станції Підстепне зупиняються приміські електропоїзди до станцій Криворізького та Нікопольського напрямків.